# Lusi (fiume)
Lusi River è un fiume, tributario del fiume Solo, del nord dell'isola di Giava, in Indonesia.